# Gairaigo
Gairaigo (外来語?) es un término japonés que describe a palabras tomadas de otra lengua y que han sido transliteradas al japonés. En particular, la palabra hace referencia a palabras japonesas de origen extranjero que no han sido tomadas del idioma chino. El japonés también posee un gran número de palabras tomadas del chino, abarcando una fracción considerable dentro del idioma japonés actual. Estas palabras fueron tomadas durante épocas antiguas. Las palabras tomadas del chino moderno son consideradas generalmente gairaigo y son escritas en katakana.
Muchas, aunque no todas, las palabras gairaigo modernas están derivadas del inglés. Las palabras son tomadas del inglés para ser aplicadas a conceptos que no existen en el idioma japonés, aunque también por otras razones, como es la preferencia de los términos en inglés o por el hecho de estar de moda.
En el pasado, las palabras gairaigo provenían de otros idiomas aparte del inglés. Los primeros países fuera de Asia en tener contacto de forma considerable con Japón fueron Países Bajos y Portugal durante los siglos XVI y XVII, por lo que los japoneses tomaron varias palabras del portugués y el neerlandés, muchas de las cuales se mantienen en uso hoy en día.
En la era Meiji, Japón tuvo también contacto de forma significativa con Alemania, adoptando muchas palabras del alemán. También adoptaron varias palabras del francés durante la época.
En el sistema de escritura japonés, las palabras gairaigo son en su mayoría escritas exclusivamente en katakana, aunque no siempre. Los primeros gairaigo se escriben con frecuencia también en ateji (kanji seleccionados por su valor fonético) o hiragana, por ejemplo la palabra tabako del portugués, que significa "tabaco" o "cigarro" puede escribirse タバコ (katakana), たばこ (hiragana), o 煙草 (kanji), manteniendo el mismo significado.
- Datos: Q1491365